# Альфонсо Бурбон-Сицилійський, граф ді Казерта
Альфонсо Бурбон-Сицилійський (28 березня 1841, Казерта, Королівство Обох Сицилій — 26 травня 1934, Канни, Франція) — граф ді Казерта, третій син Фердинанда II, короля Обох Сицилій.

## Біографія
Народився в місті Казерта 28 березня 1841.
Був спадкоємцем трону після свого старшого єдинокровного брата Франциска II, але на престол не взійшов, оскільки королівство перестало існувати через дії Джузеппе Гарібальді.
Помер у Каннах 26 травня 1934.

### Родина
- У 1868, 8 червня, Альфонсо одружився із Марією Антонієттою Бурбон-Сицилійською .
- Діти:
  - Фердинанд Пій (1869–1960), глава дому з 1894, у шлюбі з Марією Людвігою Терезією Баварською;
  - Карл (1870–1949), у шлюбі (1901) з Марією де лас Мерседес, потім (1907) з Луїзою Орлеанською ;
  - Франческо (1873—1876)
  - Марія Іммакулата (1874–1947), дружина (1906) принца Йоганна Георга Саксонського, дітей не мали;
  - Марія Христина (1877–1947), дружина (1900) ерцгерцога Петера Фердинанда Австрійського ;
  - Марія Піа (1878–1973), дружина (1908) принца Луїша Бразильського (1878—1920);
  - Марія Джузеппіна (1880—1971)
  - Дженнаро (1882—1944), у шлюбі (1922) (морганічний) з Беатріче Бордесса (1881—1963);
  - Реньє (Рейнару) (1883–1973), герцог Бурбон-Сицилійський, глава дому з 1960,у шлюбі (1923) з Кароліною Замойською;
  - Філіп (1885–1949), у шлюбі (1916, розлучення в 1925) з Марією Луїзою Орлеанською, потім (1927) з Одеттою Лаборі (1902—1968);
  - Франческо (1888–1914)
  - Габріель (1897–1975), одружений (1927) із княжною Маргаритою Ізабеллою Чарторийською (1902—1929), потім (1932) із Цецилією Любомирською (1907—2001).

## Нагороди
- Нагороджений російським орденом Святого Георгія 4 ступеня № 10204 — 21 лютого 1861.
- Також нагороджений орденами Святого Януарія, Святого Фердинанда за Заслуги та іншими нагородами.